# Oshawa
Oshawa je kanadské město, asi 60 km severovýchodně od centra Toronta na břehu jezera Ontario, v provincii Ontario. V roce 2006 žilo ve městě 141 590 obyvatel.